# Ротшилдов вунасти пацов
Ротшилдов вунасти пацов (лат. Mallomys rothschildi, енгл. Rothschild's woolly rat) је сисар из реда глодара и породице мишева (лат. Muridae).

## Распрострањење
Врста има станиште у Индонезији и Папуи Новој Гвинеји.

## Станиште
Ротшилдов вунасти пацов има станиште на копну.

## Начин живота
Женка обично окоти по једно младунче. 

## Угроженост
Ова врста није угрожена, и наведена је као последња брига јер има широко распрострањење.

### Популациони тренд
Популација ове врсте је стабилна, судећи по доступним подацима.